# 佐々木雄一
佐々木 雄一（ささき ゆういち、1980年1月3日 - ）は、福島県白河市出身の競輪選手。日本競輪学校（当時。以下、競輪学校）第83期生。日本競輪選手会福島支部所属。ホームバンクは泉崎国際サイクルスタジアム。師匠は班目秀雄（24期）。

## 来歴
福島県立白河高等学校時代、全国高等学校総合体育大会自転車競技大会（インターハイ）において、1996年（境川自転車競技場）、1997年（京都向日町競輪場）と1㎞タイムトライアル（1㎞TT）を連覇。1997年のアジア自転車競技選手権大会のジュニア部門では、1㎞TTと3㎞個人追抜を制した。
高校時代の実績が認められ、技能試験免除で競輪学校に第83期生として入校。在校競走成績は10位（32勝）だったが、同校卒業記念レースでは予選も含め全て1着で完全優勝した。
1999年8月14日、地元のいわき平競輪場でデビューし初勝利。その後2走も勝ち、デビュー場所で完全優勝。
2000年、UCIトラックワールドカップクラシックスのイボー（マレーシア）大会のチームスプリントで、伊勢崎彰大、荒井崇博とのトリオで挑み2位。ルーキーチャンピオンレース（京王閣競輪場）3着。
2005年、東日本王座決定戦（取手競輪場）9位。
2010年、第53回オールスター競輪（いわき平）5位。
2021年9月26日、青森競輪場にて行われた開設71周年記念「みちのく記念」でGIII初優勝。